# Мезенський район
Мезе́нський муніципа́льний райо́н — адміністративна одиниця Росії, Архангельська область. До складу району входять 2 міських та 12 сільських поселень, разом — 14 поселень.
| Росія | Це незавершена стаття з географії Росії. Ви можете допомогти проєкту, виправивши або дописавши її. |